# جامعة النهرين
جامعة النهرين، هي جامعة حكومية عراقية مختلطة تأسست عام 1987 وتقع في بغداد، العراق. تقدم الجامعة التعليم الجامعي والدراسات العليا بالإضافة إلى فرص البحوث. عرفت الجامعة منذ عام 1987 وحتى غزو العراق عام 2003 باسم جامعة صدام وتغير اسمها إلى النهرين للدلالة على نهري العراق: دجلة والفرات.

## مقدمة
كان الغرض الرئيسي من تأسيس هذه الجامعة هو إعداد شخصيات علمية كفوءة لرفد حركة التطور في البلد وشغل المفاصل الحساسة في الدولة. لذلك حظيت الجامعة
برعاية حكومية خاصة من الناحية المادية والمعنوية. حتى ان الجامعة كانت تتبع ديوان رئاسة الجمهورية بدل وزارة التعليم العالي والبحث العلمي.
تعد جامعة النهرين أفضل الجامعات العراقية من عدة نواحٍ، في مستواها العلمي، المنهجي، والانضباط العالي والقبول الخاص بعد إجراء اختبار للذكاء. جامعة النهرين تمتلك مجمعين دراسيين يقع الأول وهو الأكبر في الجادرية ببغداد بجوار جامعة بغداد فيما يقع الثاني في الكاظمية.
الجامعة تمول حكوميا. وكان يعطى خريجو الجامعة حق دراسة الماجستير في حالة كون المعدل النهائي يفوق الـ 65% إلى عام 2006 وبعد ذلك شملت بنظام القبول المركزي أسوة بأنظمة باقي الجامعات مع تحديد مقاعد الدراسات العليا «الماجستير».

## كليات الجامعة
تضم جامعة النهرين الكليات التالية
- كلية الطب
- كلية الصيدلة
- كلية الحقوق
- كلية الهندسة
- كلية العلوم
- كلية هندسة المعلومات
- كلية العلوم السياسية
- كلية التقنيات الأحيائية
- كلية اقتصاديات الأعمال

## الحرم الجامعي
تضم جامعة النهرين حرمين جامعيين رئيسيين، الأول في الجادرية في بغداد بالعراق المجاور للحرم الرئيسي لجامعة بغداد. يقع الحرم الجامعي الأصغر والثاني لجامعة النهرين في الكاظمية في بغداد أيضًا.
يحتوي مجمع الجادرية على :
- رئاسة الجامعة
- كلية الهندسة
- كلية هندسة المعلومات
- كلية العلوم
- كلية العلوم السياسية
- كلية اقتصاديات الأعمال
- كلية التقنيات الأحيائية
- مركز بحوث التقنيات الأحيائية
- مركز الدنا العدلي للبحث والتدريب
- مركز بحوث النهرين للطاقة المتجددة
- المكتبة المركزية
- مركز الحاسبة الإلكترونية
- مركز التعليم المستمر

يحتوي مجمع الكاظمية على:
- كلية الطب
- كلية الصيدلة
- كلية الحقوق
- المعهد العالي لتشخيص العقم والتقنيات المساعدة على الإنجاب

## خريجون بارزون
- أحمد البشير: مقدم تلفزيوني وممثل كوميدي ساخر.

## المواقع الرسمية
- موقع الجامعة: http://www.nahrainuniv.edu.iq
- موقع كلية الصيدلة: http://copharmacy.nahrainuniv.edu.iq/